# Calyptranthes bimarginata
Calyptranthes bimarginata är en myrtenväxtart som beskrevs av Otto Karl Berg. Calyptranthes bimarginata ingår i släktet Calyptranthes och familjen myrtenväxter. Inga underarter finns listade i Catalogue of Life.